# 联合国安全理事会第1759号决议
联合国安理会1759号决议是联合国安全理事会于2007年6月20日在第5698次会议上通过的一项决议。该决议呼吁相关各方尽快履行联合国安全理事会338号决议，决定将部属于叙利亚的联合国脱离接触观察员部队至2007年12月31日止，并请联合国秘书长届时提交报告，说明局势的发展以及为执行第338号决议采取的措施。